# قاعدة خشم النعيرية الجوية
قاعدة خشم النعيرية الجوية هي قاعدة جوية تابعة للحرس الوطني السعودي تقع شرق مدينة الرياض، محافظة الرياض، المملكة العربية السعودية.
القاعدة هي موطن للواء الطيران الأول.